# William P. Pilgeram
William P. Pilgeram (* 11. März 1890 in Great Falls, Montana; † 7. März 1972 in Helena), Montana war ein US-amerikanischer Politiker. Von 1935 bis 1937 war er Vizegouverneur des Bundesstaates Montana.
Die Quellenlage über William Pilgeram ist sehr schlecht. Gesichert ist, dass er zeitweise in Helena lebte und Mitglied der Demokratischen Partei war. Er war zumindest im Jahr 1935 Abgeordneter im Repräsentantenhaus von Montana. Von 1935 bis 1937 war er an der Seite von Elmer Holt Vizegouverneur seines Staates. Dabei fungierte er als Stellvertreter des Gouverneurs und formaler Vorsitzender des Staatssenats. Im August 1956 nahm er als Delegierter an der Democratic National Convention in Chicago teil. Er starb im März 1972.